# Campeonato nacional de fútbol de Pueblos Originarios 2013
El Campeonato nacional de fútbol de Pueblos Originarios 2013 fue un torneo deportivo realizado en Chile entre el 6 y el 10 de agosto de 2013, organizado por la Asociación Nacional de Pueblos Originarios (ANPO) y por la Corporación Nacional de Desarrollo Indígena (CONADI).
En la versión 2013, participaron ocho equipos conformados por representantes de los pueblos indígenas Aimara, Lican Antay, Mapuche, Rapa Nui y los nuevos participantes Huilliche (mapuches del sur), Kawésqar, Kolla y Quechua.

## Equipos participantes
En cursiva los equipos debutantes.
Las selecciones participantes fueron las siguientes:
| Equipos participantes | Equipos participantes | Equipos participantes | Equipos participantes |
| --------------------- | --------------------- | --------------------- | --------------------- |
| Aimara                | Lican Antay           | Mapuche               | Rapanui               |
| Huilliche             | Kawésqar              | Kolla                 | Quechuas              |

## Fase de grupos

### Grupo A
| Equipo      | Pts | PJ | PG | PE | PP | GF | GC | Dif |
| ----------- | --- | -- | -- | -- | -- | -- | -- | --- |
| Huilliche   | 7   | 3  | 2  | 1  | 0  | 12 | 5  | +7  |
| Rapa Nui    | 6   | 3  | 2  | 0  | 1  | 7  | 3  | +4  |
| Aimara      | 4   | 3  | 1  | 1  | 1  | 11 | 6  | +5  |
| Lican Antay | 0   | 3  | 0  | 0  | 3  | 2  | 18 | -16 |

| Fecha               | Lugar   |          |                              | Resultado |                              |             |
| ------------------- | ------- | -------- | ---------------------------- | --------- | ---------------------------- | ----------- |
| 5 de agosto de 2013 | Limache | Aimara   |                              | 7:1       |                              | Lican Antay |
| 5 de agosto de 2013 | Limache | Rapa Nui | Bandera de la Isla de Pascua | 1:2       |                              | Williche    |
| 6 de agosto de 2013 | Limache | Aimara   |                              | 4:4       |                              | Williche    |
| 7 de agosto de 2013 | Limache | Rapa Nui | Bandera de la Isla de Pascua | 5:1       |                              | Lican Antay |
| 8 de agosto de 2013 | Limache | Aimara   |                              | 0:1       | Bandera de la Isla de Pascua | Rapa Nui    |
| 8 de agosto de 2013 | Limache | Williche |                              | 6:0       |                              | Lican Antay |

### Grupo B
| Equipo   | Pts | PJ | PG | PE | PP | GF | GC | Dif |
| -------- | --- | -- | -- | -- | -- | -- | -- | --- |
| Mapuche  | 7   | 3  | 2  | 1  | 0  | 24 | 2  | +22 |
| Quechuas | 5   | 3  | 1  | 2  | 0  | 15 | 6  | +9  |
| Kawésqar | 4   | 3  | 1  | 1  | 1  | 11 | 14 | -3  |
| Kolla    | 0   | 3  | 0  | 0  | 3  | 1  | 29 | -28 |

| Fecha               | Lugar   |          |  | Resultado |  |          |
| ------------------- | ------- | -------- |  | --------- |  | -------- |
| 5 de agosto de 2013 | Limache | Mapuche  |  | 10:1      |  | Kawésqar |
| 5 de agosto de 2013 | Limache | Quechuas |  | 10:1      |  | Kolla    |
| 6 de agosto de 2013 | Limache | Mapuche  |  | 13:0      |  | Kolla    |
| 7 de agosto de 2013 | Limache | Kawésqar |  | 4:4       |  | Quechuas |
| 8 de agosto de 2013 | Limache | Mapuche  |  | 1:1       |  | Quechuas |
| 8 de agosto de 2013 | Limache | Kawésqar |  | 6:0       |  | Kolla    |

## Fase final
|  | Semifinales                  | Semifinales                  |   |                                      | Final                                | Final                |  |
|  | 9 de agosto de 2013          | 9 de agosto de 2013          |   |                                      | 10 de agosto de 2013                 | 10 de agosto de 2013 |  |
|  |                              |                              |   |                                      |                                      |                      |  |
|  | Limache, 9 de agosto de 2013 |                              |   |                                      |                                      |                      |  |
|  | Mapuche                      | 3                            |   |                                      |                                      |                      |  |
|  | Rapanui                      | 2                            |   |                                      |                                      |                      |  |
|  |                              |                              |   |                                      |                                      |                      |  |
|  |                              |                              |   |                                      | Limache, 10 de agosto de 2013        |                      |  |
|  |                              |                              |   |                                      | Huilliche                            | 3                    |  |
|  |                              | Mapuche                      | 0 |                                      |                                      |                      |  |
|  |                              |                              |   |                                      |                                      |                      |  |
|  |                              |                              |   |                                      |                                      |                      |  |
|  |                              |                              |   |                                      | Tercer lugar                         |                      |  |
|  | Limache, 9 de agosto de 2013 | Limache, 9 de agosto de 2013 |   | Limache, 10 de agosto de 2013, 10:00 | Limache, 10 de agosto de 2013, 10:00 |                      |  |
|  | Huilliche                    | 3                            |   | Rapanui                              | 3                                    |                      |  |
|  | Quechuas                     | 0                            |   |                                      | Quechuas                             | 0                    |  |

### Disputa del séptimo lugar
| 10 de agosto de 2013 | Lican Antay | 2:0 | Kolla | Estadio Municipal de Limache, Limache |  |

### Disputa del quinto lugar
|  | Aimara | n/p | Kawésqar |  |  |

### Semifinales
| 9 de agosto de 2013 | Mapuche                              | 3:2 | Rapanui               | Estadio Municipal de Limache, Limache |  |
|                     | Ñancuvilo 43' · Oñate 59' · Jara 88' |     | Pasten 17' · Pate 40' |                                       |  |

| 9 de agosto de 2013 | Huilliche   | 3:0 | Quechuas | Estadio Municipal de Limache, Limache |  |
|                     | 11' 45' 76' |     |          |                                       |  |

### Tercer y cuarto lugares
| 10 de agosto de 2013 | Rapanui           | 3:0 | Quechuas | Estadio Municipal de Limache, Limache |  |
|                      | Pate 8', 44', 67' |     |          |                                       |  |

### Final
| 10 de agosto de 2013, 15:00 | Huilliche                           | 3:0 | Mapuche | Estadio Municipal de Limache, Limache |                              |
|                             | Barría 29' · Fierro 69' · Mañao 71' |     |         | Asistencia: 600 espectadores          | Asistencia: 600 espectadores |

#### Campeón
| Rapanui               |
| Huilliche 1.er título |

## Clasificación final
La clasificación final indica la posición que cada selección ocupó al finalizar el torneo. La tabla está dividida según la fase alcanzada por cada selección nacional.
| Equipo | Equipo      | Gr. | Pts | PJ | PG | PE | PP | GF | GC | Dif |
| ------ | ----------- | --- | --- | -- | -- | -- | -- | -- | -- | --- |
| 1      | Williche    | A   | 13  | 5  | 4  | 1  | 0  | 18 | 5  | +13 |
| 2      | Mapuche     | B   | 10  | 5  | 3  | 1  | 1  | 27 | 7  | +20 |
| 3      | Rapa Nui    | A   | 9   | 5  | 3  | 0  | 2  | 12 | 6  | +6  |
| 4      | Quechuas    | B   | 5   | 5  | 1  | 2  | 2  | 15 | 12 | +3  |
| 5      | Aimara      | A   | 4   | 3  | 1  | 1  | 1  | 11 | 6  | +5  |
| 5      | Kawésqar    | B   | 4   | 3  | 1  | 1  | 1  | 11 | 14 | -3  |
| 7      | Lican Antay | A   | 3   | 4  | 1  | 0  | 3  | 4  | 18 | -14 |
| 8      | Kolla       | B   | 0   | 4  | 0  | 0  | 4  | 1  | 31 | -30 |